# Rapidität (Physik)
Die Rapidität ist ein alternatives Maß für Geschwindigkeit, das in der speziellen Relativitätstheorie verwendet wird. Als Formelzeichen wird meist {\displaystyle \theta } (kleines Theta) verwendet. Erstmals formuliert wurde der Begriff im Jahr 1911 von Alfred Robb. 
Die Rapidität ist definiert als 
{\displaystyle \theta =\operatorname {artanh} (v/c),}
wobei
- {\displaystyle v} die Geschwindigkeit und
- {\displaystyle c} die Lichtgeschwindigkeit
- {\displaystyle \operatorname {artanh} } die Areatangens-hyperbolicus-Funktion ist.

Die Rapidität misst die Geschwindigkeit in Einheiten der Lichtgeschwindigkeit, die ein beschleunigter Körper ohne relativistische Effekte hätte. Die Rapidität ist daher unbeschränkt (Wertebereich {\displaystyle \theta =(-\infty ,+\infty )}), was eine natürlichere Betrachtungsweise darstellt als die Beschränkung der tatsächlichen Geschwindigkeit, die niemals die Lichtgeschwindigkeit überschreiten kann (Wertebereich {\displaystyle v=(-c,+c)}).
Außerdem hat die Rapidität den Vorteil, dass zwei Rapiditäten einfach addiert werden können, während man bei Geschwindigkeiten das relativistische Additionstheorem verwenden muss.
Für nichtrelativistische Geschwindigkeiten nähert sich die Rapidität dem Wert von {\displaystyle {\frac {v}{c}}} an:
{\displaystyle v\ll c\Leftrightarrow v/c\ll 1\Rightarrow \theta \approx v/c.}

## In der Teilchenphysik
Anstelle der exakten Formel
{\displaystyle \theta ={\frac {1}{2}}\cdot \ln \left({\frac {1+\beta }{1-\beta }}\right)={\frac {1}{2}}\cdot \ln \left({\frac {E+cp}{E-cp}}\right)}
mit
- {\displaystyle \beta =v/c}
- Energie {\displaystyle E}
- Impuls {\displaystyle p=|{\vec {p}}|}

wird in der experimentellen Teilchenphysik oft eine relativ zur Strahlachse definierte Rapidität gemäß
{\displaystyle \theta _{\text{Beamline}}={\frac {1}{2}}\cdot \ln \left({\frac {E+cp_{L}}{E-cp_{L}}}\right)}
verwendet, worin der Longitudinalimpuls {\displaystyle p_{L}} die Impulskomponente entlang der Strahlachse ist.
Die verwandte Größe der Pseudorapidität ist definiert als
{\displaystyle \eta ={\frac {1}{2}}\cdot \ln \left({\frac {p+p_{L}}{p-p_{L}}}\right).}